# Renato Gotti
Renato Gotti (Almenno San Salvatore, 22 luglio 1964) è un ex mezzofondista e fondista di corsa in montagna italiano.

## Biografia
Nel 1986 e nel 1987 ha vinto due medaglie di bronzo nella distanza corta ai Mondiali di corsa in montagna, vincendo inoltre anche due medaglie d'oro a squadre.
Nel 1989 ha ricevuto ulteriori convocazioni in nazionale per partecipare a due incontri internazionali rispettivamente nei 3000 m e nei 5000 m; nel 1990 ha invece partecipato agli Europei, piazzandosi in decima posizione nella semifinale dei 5000 m con il tempo di 14'05"30.
É stato per due volte campione italiano, entrambe nei 5000 m, rispettivamente nel 1990 e nel 1992; sempre nei 5000 m ha anche vinto una medaglia d'argento ed una di bronzo ai campionati italiani assoluti, rispettivamente nel 1997 e nel 1991, mentre nel 1994 ha vinto una medaglia di bronzo ai campionati italiani assoluti nei 10000 m e nel 1996 una medaglia d'argento ai campionati italiani di maratonina.
Nel 1992 ha partecipato ai Mondiali di corsa campestre, piazzandosi in ventinovesima posizione e conquistando invece il quinto posto nella classifica a squadre; ha partecipato ai Mondiali di corsa campestre anche nel 1993, terminando la gara in centoseiesima posizione. Nel 1994 ha preso parte al suo terzo Mondiale di corsa campestre consecutivo, terminando la gara in settantottesima posizione e conquistando un sesto posto a squadre.
Terminata l'attività agonistica è diventato allenatore, allenando tra gli altri, Sergio Chiesa, Nadir Cavagna, Marco De Gasperi, Andrea Regazzoni, Emanuele Manzi, Samantha Galassi e Valentina Belotti, tutti con partecipazioni ai Mondiali di corsa campestre.

## Palmarès
| Anno | Manifestazione                | Sede              | Evento         | Risultato | Prestazione | Note |
| ---- | ----------------------------- | ----------------- | -------------- | --------- | ----------- | ---- |
| 1986 | Mondiali di corsa in montagna | Morbegno          | Distanza corta | Bronzo    | 46'40"      |      |
| 1986 | Mondiali di corsa in montagna | Morbegno          | A squadre      | Oro       | 7 p.        |      |
| 1987 | Mondiali di corsa in montagna | Lenzerheide       | Distanza corta | Bronzo    | 43'49"      |      |
| 1987 | Mondiali di corsa in montagna | Lenzerheide       | A squadre      | Oro       | 8 p.        |      |
| 1990 | Europei                       | Spalato           | 5000 m piani   | Batteria  | 14'05"30    |      |
| 1992 | Mondiali di cross             | Boston            | Corsa seniores | 29º       | 38'01"      |      |
| 1992 | Mondiali di cross             | Boston            | A squadre      | 5º        | 246 p.      |      |
| 1993 | Mondiali di cross             | Amorebieta-Etxano | Corsa seniores | 106º      | 35'23"      |      |
| 1994 | Mondiali di cross             | Budapest          | Corsa seniores | 78º       | 36'49"      |      |
| 1994 | Mondiali di cross             | Budapest          | A squadre      | 6º        | 316 p.      |      |

## Campionati nazionali
1985
- 4º ai campionati italiani di corsa in montagna a staffetta (in squadra con Gianfranco Baldaccini e Carmelo Gherardi)

1986
- 12º ai campionati italiani di corsa in montagna

1987
- 9º ai campionati italiani di corsa in montagna

1988
- 8º ai campionati italiani assoluti, 5000 m piani - 14'09"68

1989
- 8º ai campionati italiani assoluti indoor, 3000 m piani - 8'04"14

1990
- Oro ai campionati italiani assoluti, 5000 m piani - 13'57"14
- 8º ai campionati italiani di corsa campestre - 35'35"

1991
- Bronzo ai campionati italiani assoluti, 5000 m piani - 13'45"01

1992
- Oro ai campionati italiani assoluti, 5000 m piani - 13'39"08
- 5º ai campionati italiani di corsa campestre - 33'55"

1993
- 4º ai campionati italiani assoluti, 5000 m piani - 13'53"90

1994
- 7º ai campionati italiani assoluti, 5000 m piani - 13'59"68
- Bronzo ai campionati italiani assoluti, 10000 m piani - 29'26"02
- 5º ai campionati italiani di corsa campestre - 37'04"

1995
- 7º ai campionati italiani assoluti, 5000 m piani - 13'56"74

1996
- 7º ai campionati italiani assoluti, 5000 m piani - 14'03"56
- Argento ai campionati italiani di maratonina - 1h04'32"

1997
- Argento ai campionati italiani assoluti, 5000 m piani - 14'01"33
- 13º ai campionati italiani di maratonina - 1h04'47"

1998
- 5º ai campionati italiani assoluti, 5000 m piani - 13'48"09
- 7º ai campionati italiani assoluti, 10000 m piani - 29'35"25

1999
- 7º ai campionati italiani assoluti, 10000 m piani - 29'55"12
- 5º ai campionati italiani di corsa campestre, cross corto - 11'38"

## Altre competizioni internazionali
1985
- 11° alla Dieci miglia del Garda ( Navazzo), 11 km - 35'37"4
- 18º alla Scalata allo Zucco ( San Pellegrino Terme)

1986
- 31º al Campaccio ( San Giorgio su Legnano) - 39'25"
- Argento al Cross di Sant'Omobono ( Sant'Omobono Terme)

1987
- Oro alla Corrida di San Lorenzo ( Zogno)
- Bronzo al Cross dell'Altopiano ( Clusone)
- Oro all'Erba-Capanna Mara - 43'49"[1] (in squadra con Gusmini)

1988
- 15º alla Stramilano ( Milano) - 1h06'51"
- Oro alla Mezza maratona del Ticino ( Tenero) - 1h07'00"
- Bronzo alla Ponte in Fiore ( Ponte in Valtellina), 9,4 km - 29'28"
- 12º alla Scarpa d'oro ( Vigevano), 8 km - 24'34"
- 27º alla Cinque Mulini ( San Vittore Olona) - 34'50"
- Bronzo al Cross dell'Altopiano ( Clusone)
- Argento al Cross Regionale ( Gussago)
- Bronzo al Cross Regionale ( Omate)
- Argento al Cross Regionale ( Cernusco Lombardone)

1989
- 14º alla Stramilano ( Milano) - 1h04'54"
- 15º alla Mezza maratona di Monza ( Monza) - 1h05'39"
- 10º al Giro al Sas ( Trento), 12 km - 39'20"
- Argento al Trofeo Palafitta ( Molina di Ledro) - 30'40"
- Argento alla Corsa di Santo Stefano ( Bologna), 5 miglia - 24'02"
- 6º alla Scarpa d'oro ( Vigevano), 8 km - 24'05"
- Bronzo alla In Giro a la Cava ( Peschiera Borromeo), 7,25 km - 20'39"
- Argento al Trofeo Città di Mirano ( Mirano), 6,3 km - 19'59"

1990
- Bronzo alla Montefortiana Turà ( Monteforte d'Alpone), 10,6 km - 30'25"
- 6º alla BOclassic ( Bolzano) - 28'56"
- 4º al Circuito del Delta ( Mesola) - 29'38"
- 8º al Giro podistico di Rovereto ( Rovereto) - 30'21"
- 4º alla Camminata del Delta
- Bronzo alla Cinque Cascine ( Monza), 9 km - 26'11"
- 4º alla Scarpa d'oro ( Vigevano), 8 km - 23'32"
- 6º al Cross di Alà dei Sardi ( Alà dei Sardi) - 31'44"
- 7º al Cross della Vallagarina ( Villa Lagarina) - 29'33"
- 12º nella Coppa dei Campioni di cross ( Albufeira) - 30'41"
- Oro al Cross della Vallecamonica ( Darfo Boario Terme)[2]
- Argento al Cross di Ranica ( Ranica)

1991
- 5º al Giro podistico di Rovereto ( Rovereto) - 29'38"
- Oro al Carnevale d'Europa ( Cento), 5 miglia - 22'35"
- 4º alla Scarpa d'oro ( Vigevano), 8 km - 23'32"
- Bronzo al Trofeo Città di Conegliano ( Conegliano), 7 km - 28'50"
- 11º al Campaccio ( San Giorgio su Legnano) - 37'40"
- Bronzo al Cross della Vallagarina ( Villa Lagarina) - 27'48"

1992
- 16º alla Notturna di Conegliano ( Conegliano), 9 km - 29'19"
- Bronzo alla Scarpa d'oro ( Vigevano), 8 km - 23'39"
- Argento alla CorriTreviso ( Treviso), 7 km - 21'59"
- 9º alla Cinque Mulini ( San Vittore Olona) - 33'44"
- 10º al Cross di Alà dei Sardi ( Alà dei Sardi) - 32'22"
- 4º al Cross della Vallagarina ( Villa Lagarina) - 28'41"
- 13º al Crosscountry Internacional de Sao Paulo ( San Paolo) - 28'21"

1993
- 5º alla Corrorroli ( Orroli), 12 km - 35'37"
- 10º alla BOclassic ( Bolzano) - 29'21"
- 10º al Cross di Alà dei Sardi ( Alà dei Sardi) - 31'46"
- 10º all'Eurocross ( Diekirch) - 32'27"
- 4º al Cross del Gigante ( Inverigo) - 29'57"
- 5º al Cross dei Campioni ( Cesena) - 29'34"

1994
- 16º al Giro podistico internazionale di Castelbuono ( Castelbuono) - 35'13"
- 10º alla BOclassic ( Bolzano) - 29'28"
- Bronzo alla Scarpa d'oro ( Vigevano), 8 km - 23'56"
- 9º al Cross di Alà dei Sardi ( Alà dei Sardi) - 31'41"
- 7º al Cross della Vallagarina ( Villa Lagarina) - 29'52"
- 12º al Cross del Gigante ( Inverigo) - 34'00"

1995
- 5º alla Mezza maratona dell'Alto Adige ( Egna) - 1h06'24"
- 17º al Giro podistico internazionale di Castelbuono ( Castelbuono) - 35'43"
- 8º al Giro di Spilamberto ( Spilamberto), 11 km - 32'43"
- 8º al Giro Città di Arco ( Arco) - 29'51"
- 10º alla Scarpa d'oro ( Vigevano), 8 km - 24'51"
- Bronzo al Trofeo Santa Barbara ( Paternò)

1996
- 6º alla Mezza maratona del Garda ( Gargnano) - 1h02'14"
- 11º alla Mezza maratona di Gualtieri ( Gualtieri) - 1h05'18"
- 5º alla Dieci miglia del Garda ( Navazzo), 10 miglia - 49'17"
- 4º al Circuito di Voltaggio ( Voltaggio), 11,48 km - 34'40"
- 10º alla BOclassic ( Bolzano) - 29'48"
- 7º al Giro podistico di Rovereto ( Rovereto) - 30'12"
- 8º alla Notturna di Conegliano ( Conegliano), 9 km - 29'17"
- 12º alla Tre Fontane ( Cravegna), 8 km - 24'33"
- 12º alla Cinque Mulini ( San Vittore Olona) - 37'21"
- 6º al Cross della Vallagarina ( Villa Lagarina) - 29'02"
- 6º al Cross della Vallecamonica ( Darfo Boario Terme) - 32'24"
- 12º al Cross del Gigante ( Inverigo) - 31'43"
- 10º al Cross degli Estensi ( Ferrara) - 31'40"
- Oro al Cross della Cava ( Peschiera Borromeo) - 29'23"

1997
- Argento alla Montefortiana Turà ( Monteforte d'Alpone), 10,6 km - 30'55"
- 12º al Giro Media Blenio ( Dongio) - 30'17"
- 11º alla BOclassic ( Bolzano) - 29'10"
- 9º alla Notturna di Conegliano ( Conegliano), 9 km - 29'45"
- 8º alla Carrefour Road Race ( Buenos Aires), 8 km - 26'02"

1998
- 6º al Gran Premio Undici Ponti di Comacchio ( Comacchio), 9,5 km - 29'51"
- Argento alla Corrida di San Lorenzo ( Zogno), 8 km - 24'39"
- 9º alla Silvesterlauf ( Peuerbach), 6,5 km - 19'33"

1999
- 4º alla Mezza maratona di Monza ( Monza) - 1h06'28"
- Oro al Trofeo Sempione ( Milano), 10,5 km
- 11º al Giro Media Blenio ( Dongio) - 30'07"
- Bronzo alla Corrida di San Lorenzo ( Zogno), 8 km - 24'24"
- 8º alla Silvesterlauf ( Peuerbach), 6,8 km - 19'39"
- 8º al Cross della Vallecamonica ( Darfo Boario Terme) - 31'30"

2000
- 9º alla Corrinfesta ( San Daniele del Friuli) - 30'54"
- 7º alla Corsa di Santo Stefano ( Bologna), 5 miglia - 24'50"
- 8º alla Silvesterlauf ( Peuerbach), 6,8 km - 19'43"